# Ligne électrique Xiangjiaba - Shanghai
Xianjiaba-Shanghaï est une liaison à courant continu chinoise reliant le barrage de Xiangjiaba, se trouvant à la frontière entre les provinces de Sichuan et de Yunnan, à Shanghai. Elle a été mise en service en juillet 2010. Il s'agit de la deuxième liaison utilisant une tension continue de ±800 kV après Yunnan - Guangdong. Elle a une puissance nominale de 6 400 MW, ce qui en fait la plus puissante liaison à courant continu au monde lors de son inauguration et représente près d'un tiers du pic de consommation de la métropole de Shanghai. Elle a une longueur de 2 070 km, ce qui est au moment de son inauguration également un record mondial. Depuis la Jinping–Sunan l'a dépassée pour la puissance et la liaison Rio Madeira pour la longueur. 
Le poste ouest s'appelle Fulong et est situé à une dizaine de kilomètres du barrage. Il est alimenté grâce à quatre systèmes alternatifs 500 kV. Il a été construit par Siemens. Le poste est s'appelle Fengxia et est distant de 45 km au Sud-Est de Shanghaï et alimente trois systèmes alternatifs 500 kV. Il a été construit par ABB.
C'est une liaison bipolaire, mais chaque pôle est constitué de deux groupes de valves à 12 pulsations en série au lieu d'un dans les designs classiques. La ligne est exploitée par State Grid Corporation.

## Histoire
La mise en travaux commence en avril 2007. La ligne est exploitée par State Grid Corporation.

## Innovations liées à la tension de 800 kV
Les distances d'isolement côté tension continue atteignent quasiment 10 m, soit près du double de celle nécessaire pour une tension de 500 kV. Cela conduit à agrandir les dimensions du matériel électrique, ce qui pose des problèmes mécaniques et en matière de transportabilité. La plupart des équipements employés sur la ligne Yunnan-Guangdong ont donc dû être repensés en comparaison des équipements HVDC préexistant. Il a fallu assurer un équilibre entre contrainte électrique et mécanique sur les composants. Les traversées isolées ont en particulier nécessité beaucoup de travail de conception. Par ailleurs, le matériel employé par les laboratoires de haute tension afin de tester les composants électriques a dû évoluer, celui existant n'atteignant généralement pas les tensions requises,.
Il faut également noter qu'aucune norme ne couvre ce domaine de tension au moment de la réalisation du projet.

## Postes électriques
Le poste ouest s'appelle Fulong et est situé à une dizaine du kilomètres du barrage. Il est alimenté grâce à quatre systèmes alternatifs 500 kV. Il a été construit par Siemens. Le poste est s'appelle Fengxia et est distant de 45 km au Sud-Est de Shanghaï et alimente trois systèmes alternatifs 500 kV. Il a été construit par ABB.

## Données techniques

### Vue d'ensemble
| Mise en service                   | juillet 2010                 |
| Fabricants                        | Siemens et ABB               |
| Tension nominale                  | ±800 kV                      |
| Puissance nominale                | 6 400 MW                     |
| Puissance en surcharge continue   | 7 200 MW                     |
| Courant maximum admissible        | 4 000 A                      |
| Nombre de thyristors par valve    | 56                           |
| Nombre de transformateurs         | 48 en ligne et 8 de rechange |
| Position des bobines de lissage   | Haute tension et neutre      |
| inductance des bobines de lissage | 75 mH                        |

Schéma électrique de la liaison Xianjiaba-Shanghaï

Côté AC, les transformateurs sont reliés au réseau 500 kV chinois.
Les transformateurs de conversion du poste de Fengxia sont monophasés et ont deux enroulements. Leur puissance apparente est de 297,1 MVA, leur tension côté valve est de 157,6 kV de phase à phase. Leur impédance de court-circuit vaut 16,8 %. La plage du changeur de prises va de -8,5/+27,5 % en 29 prises. 
Normalement, les bobines de lissage sont placées côté haute tension. Cependant pour limiter le besoin en isolation, elles sont installés pour moitié côté haute tension et pour moitié côté neutre.

### Convertisseurs
Les thyristors du poste de Fulong sont fournis par Siemens en coopération avec le Groupe XD et son usine de Xi’an. Ils sont amorcés optiquement, ont une tension nominale de 8,5 kV et un diamètre de 150 mm. Siemens a également fourni dix des transformateurs de conversion.
Les thyristors de Fengxia sont fournis par ABB. Ils sont amorcés électriquement, ont une tension nominale de 8,5 kV et un diamètre de 150 mm.

### Ligne aérienne
Les lignes aériennes ont une longueur de 2 070 km.
L'usage de la tension continue permet de limiter l'empreinte au sol nécessaire pour transporter une telle puissance électrique en comparaison avec une liaison à tension alternative. Ainsi, il faudrait cinq pylônes de tension 500 kV à la place d'un seul pour la liaison 800 kV en tension continue.

## Coordonnées des différents postes
| Lieu                              | Coordonnées                   |
| --------------------------------- | ----------------------------- |
| Poste de conversion de Fulong     | 28° 32′ 47″ N, 104° 25′ 04″ E |
| Ligne vers l'électrode de Fengxia | 30° 54′ 39″ N, 121° 08′ 00″ E |
| Électrode de Fengxia              | 30° 47′ 04″ N, 121° 08′ 09″ E |
| Poste de conversion de Fengxia    | 30° 55′ 32″ N, 121° 46′ 16″ E |